# Nalbandyan
Nalbandyan o Nalbandian (en armenio: Նալբանդյան) es una comunidad rural de Armenia ubicada en la provincia de Armavir.
En 2009 tenía 5465 habitantes. Antiguamente el pueblo era conocido como "Shahriar".
Recibe su nombre en honor al poeta armenio Mikael Nalbandian. La quinta parte de la población local es de etnia yazidí.
Se ubica en el sur de la provincia, unos 10 km al sur de Armavir y unos 2 km al norte de la frontera con Turquía marcada por el río Aras.

## Demografía
Evolución demográfica:
| Año        | 1831 | 1897 | 1926 | 1939 | 1959 | 1970 | 1979 | 2001 | 2004 |
| Habitantes | 630  | 1704 | 2165 | 1850 | 2789 | 3463 | 3596 | 4502 | 5078 |